# Jakob Wilhelm Mengler
Jakob Wilhelm Mengler (* 26. Januar 1915 in Höchst im Odenwald; † 27. Juni 2001 in Darmstadt) war ein deutscher Architekt und Bauunternehmer.

## Leben
Jakob Wilhelm Mengler wurde 1915 als Sohn des Maurermeisters und Bauunternehmers Philipp Mengler in Höchst im Odenwald geboren. Er ging in Groß-Umstadt zur Schule und besuchte danach die Ingenieurschule für Bauwesen in Darmstadt, die er mit dem Diplom abschloss. Nach einer kurzen Tätigkeit bei der Firma Merck machte er sich 1948 selbständig und konzentrierte sich auf Verwaltungs- und Industriebauten, die er schlüsselfertig errichtete. Ein erstes größeres Verwaltungsgebäude war das für die Odenwälder Hartstein-Industrie in der Neckarstraße in Darmstadt. In den 1950er Jahren folgte eine Reihe von multifunktionalen Geschäfts- und Verwaltungszentren. Das erste größere Projekt dieser Art war das City-Center auf dem Gelände des alten Hauptbahnhofs in Heidelberg, der Menglerbau. Es folgten weitere derartige City-Center in Bensheim, Frankenthal (Pfalz) und Heilbronn.  Mengler agierte auch weltweit und errichtete größere Hotelanlagen in Amman und Karatschi.
In den 1960er und 1970er Jahren war Mengler an fast allen größeren Bauprojekten in Darmstadt beteiligt. Er unterhielt gute Beziehungen zu den Darmstädter Oberbürgermeistern. Seine Firma errichtete 1966 das City-Park Hotel in Kombination mit einem darunterliegenden Parkhaus, die Tiefgaragen mit Atombunker unter dem Friedensplatz, das Hochhaus an der Neckarstraße (heutiger OfficeTower Darmstadt), Teile der Siedlung Kranichstein und das Luisencenter.
Jakob Wilhelm Mengler erlangte bundesweite Bekanntheit durch seinen Vorschlag, auf eigene Kosten öffentliche Verwaltungsgebäude zu errichten und diese anschließend mietweise der öffentlichen Hand zu überlassen. Nach diesem Modell wurden in Darmstadt das Polizeipräsidium und ein Hallenbad errichtet. 1980 zog sich Mengler aus dem aktiven Geschäftsleben zurück und übertrug die Geschäfte an seinen Sohn Detlev Mengler.
Jakob Wilhelm Mengler war auch in der Darmstädter Kommunalpolitik aktiv. Er wechselte 1962 von der CDU zur SPD. Von 1968 bis 1976 war er Präsident von SV Darmstadt 98.
Jakob Wilhelm Mengler starb im Juni 2001 im Alter von 86 Jahren in Darmstadt.

## Jakob-Wilhelm-Mengler-Stiftung
1992 gründete Mengler eine nach ihm benannte Stiftung, die seither Preise für ausgezeichnete Arbeiten von Architekturstudierenden der TU Darmstadt vergibt. Prämiert werden Arbeiten, die sich durch ihre Anwendungsorientiertheit, die Durchgängigkeit der Lösung bis ins letzte Detail und eigenes Profil in besonderem Maße auszeichnen.